# Dundee United FC
Dundee United je skotský fotbalový klub, vzniknuvší roku 1909 jako Dundee Hibernian, podle edinburského klubu Hibernian FC, což byl klub irské katolické komunity v Edinburghu, jehož příkladem se irští přistěhovalci v Dundee inspirovali. Svůj první zápas odehráli Dundee Hibernian 18. srpna 1909 právě proti svému vzoru Hibernian FC – zápas skončil nerozhodně 1:1. V říjnu 1923 byl klub přejmenován na Dundee United.

## Zajímavost
Dundee United FC je historicky jediný klub, který má 100% vítěznou úspěšnost nad Barcelonou. Utkali se celkově 4× a naposledy v poháru UEFA v roce 1987. V poháru skončili na stříbrné pozici po prohře s IFK Göteborgem.